# Robert Henley

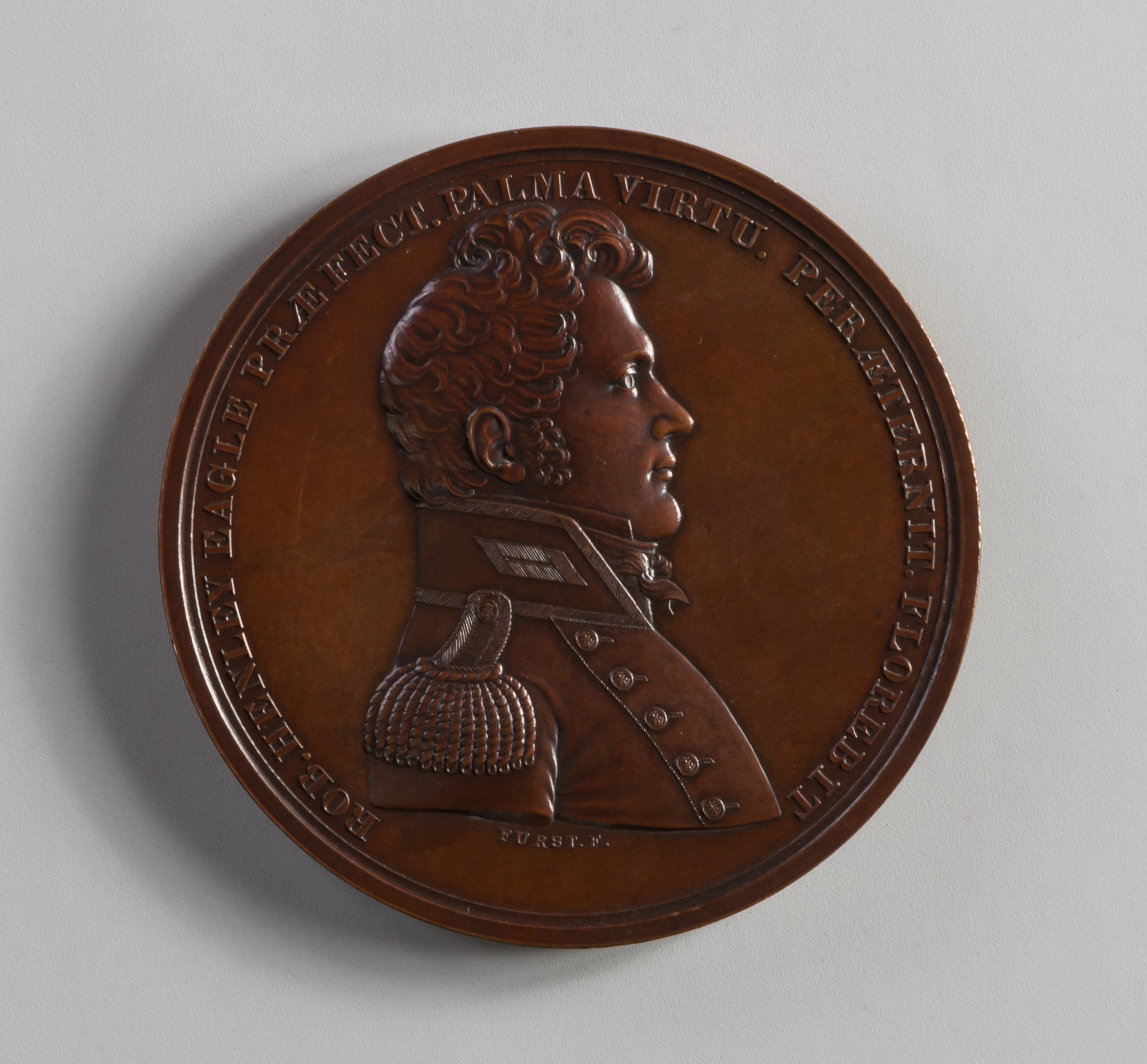
Robert Henley

Robert Henley (Williamsburg (Virginia), 5 januari 1783 - Sullivan's Island (Charleston, South Carolina), 7 oktober 1828) was kapitein van de Amerikaanse brik, de "Eagle" tijdens de Quasi-oorlog met Frankrijk en tegen de Britten in 1812. Later bevocht hij de piraterij in de West-Indische wateren. Henley was de zoon van Leonard en Elizabeth Danbridge Henley en neef van Martha Danbridge Curtis Washington.

## Levensloop
Henley werd op 8 april 1799 als 16-jarige officier in opleiding bij de Amerikaanse marine. Hij nam deel aan de zeestrijd tussen de fregatten USS Constellation en het Franse schip La Vengeance, tijdens de Quasi-oorlog met Frankrijk op 2 februari 1800. De jonge Verenigde Staten, waren ook in oorlog met Groot-Brittannië. 
Na de dienst met Preble's Smaldeel in de Middellandse Zee en een tocht naar het verre Oost-Indië, kreeg Henley zijn eerste bevelhebberschap over de kanonneerboot N°5 in Baltimore op 9 april 1808. 
Robert Henley had later het bevel over 2 Divisies van 15 kanonneerboten welke op 20 juni 1813 werden ingezet tegen drie Britse fregatten van Hampton Roads. Voor zijn bijdrage aan de slag van Lake Champlain tegen de Britten in 1814 met de brik Eagle ontving hij van het Amerikaanse Congres een gouden medaille.
Na het einde van de oorlog voer hij als bevelvoerend officier op diverse schepen, vooraleer hij het bevel kreeg over de USS Hornet, waarmee hij tegen de piraten vocht in de West-Indische wateren. Hij veroverde de piratenschoener Moscow in de buurt van het eiland Santo Domingo op 29 oktober 1821.
Robert Henley stierf op Sullivans Island te Charleston, South Carolina, op 7 oktober 1828 op 45-jarige leeftijd, na een kortstondige ziekteperiode.

## Trivia
- Het eerste, tweede en vierde Henleyschip, de USS Henley DD-39, USS Henley (DD-391) en USS Henley (DD-762) werden alle genoemd naar kapitein Robert Henley.